# Hersilia
Hersilia es una comuna del departamento San Cristóbal, en la provincia de provincia de Santa Fe, Argentina, la localidad de Hersilia esta 270 km al norte de la ciudad capital Santa Fe. Está sobre la RN 34.

## Historia

### Fundación
El 1 de julio de 1892, el Dr. Juan M. Cafferata, gobernador de la provincia de Santa Fe, firmado el decreto aprobando el trazando de la colonia y centro urbano de Hersilia concentrándose así  la fundación de la localidad. La fundación del pueblo fue resultado de una política de colonización iniciada en la provincia allá por 1856. 
En el año 1887 cuando el gobierno acordó la prolongación del tendido ferroviario desde Sunchales a Tucumán, los inversores vieron la posibilidad del negocio de tierras en la región y junto con ellos la provincia fomentó la colonización. En ese año los señores Vicente Casares y Tristán Malbrán llegados al gobierno adquirieron estas tierras incultas que iban a hacer luego atravesadas por el ferrocarril.
Además la Provincia tomaba posesión de los lotes destinados a los edificios públicos, como la Iglesia, Escuela, el Juzgado de Paz, Comisaría, Hospital, Cementerio y Plaza.
Los primeros planos de las colonias de Ceres, Hersilia y Selva fueron realizados en 1888, antes de que fueran estructurados a favor de la Colonizadora Argentina. Los propietarios y fundadores de Hersilia fueron Vicente Casares y Tristán Malbrán.  El centro urbano de la Colonia de Hersilia se ubicó en el kilómetro 108 del tendido ferroviario y recibió este nombre en honor a la esposa del Señor Vicente Casares, Doña Hersilia Lynch. Cabe aclarar que estas tierras eran campos cubiertos de malezas, espinillos y montes que con el tiempo se transformarán en tierras productivas.
Este primer trazado no llegó a proponerse al gobierno ya que en 1889 se decidió ampliar la superficie de la colonia Hersilia, agrandándole una fracción vecina que los señores Caseros y Malbrán adquirieron a Juan José Romero y José María Rosa.
En 1891 la Compañía designó a Don Javier Silva como apoderado de la sociedad y facultó a don [[Ro
dolfo Brühl]] para la venta de lotes. En 1892 se procedió a formalizar ante el gobierno de la provincia la aprobación de la provincia.

### Primeros Habitantes
Francisco Chialvo, Bartolomea Chialvo de Moncalvillo, Mateo Chialvo, Pedro Chialvo, Santiago Chialvo, Juan Chialvo, Enrique Chialvo, Rosa Chialvo de Stukenberg, Luisa Stroppi de Chialvo, Pedro Chialvo, Fortunato Bablini con unos amigos.
En 1891
Llegaban Juan Favaro, Bartolo Armando y José Monesterolo,
En 1892 llegaron Lorenzo Salvay, Juan Colombero, Francisco y Bernardo Rocca, José Monesterolo, Domingo Mainero, Francisco Alberione, Miguel, José y Felipe Tosco, Juan Giovanini, Bautista Vaudagna, Lorenzo Armando, Juan B. Ughetto, Andrea Abratte, Domingo Raviolo, Esteban Davicino, Andrés Roberto, Santiago Davicino, Alfredo y Esteban Sacco, Juan Bertero, Bartolo Armando, Bartolo Raviolo y Tomás Pautasso.
También en el mes de febrero se comenzó a poblar la zona urbana con Don Esteban Davicino y en marzo Santiago Davicino, Antonio Carignano y Juan Bossio. Don Carlos Maurer era el juez de Paz de Selva, Ceres, Hersilia y Arrufó en 1891.
En 1894 el gobierno de Santa Fe le otorgó a Hersilia su juez de paz Manuel Kalm. Pasaron los años y le dieron este cargo a Augusto Stukenberg, Honorario Moral, Rodolfo Duclos y Cipriano Collados. En 1896 el juez de paz solicitó la creación de una Comisión de Fomento para Hersila. Esta primera comisión estaba constituida por Augusto Stukenberg, Bartola Armando y José Ansaldi. El 9 de abril de 1900 Augusto Stukenberg no era más el juez de paz.
A ocho años de su fundación Hersilia era ya una colonia amplia con pocos pobladores. La comisión de Fomento se diluyó en 1896. En 1907 se formó la nueva Comisión de Fomento.

## Instituciones

### Colegio Santa Teresita del Niño Jesús
Las reverendas hermanas dominicas llegaron en 1935 a Hersilia para dar comienzo a la educación en un colegio católico. Personas con el poder de hacer inversiones del pueblo ayudaron a la fundación de la escuela, la cual rápidamente concluyó, según las hermanas, gracias a la intervención de Santa Teresita, la santa patrona de la escuela.
La comunidad católica de Hersilia anhelaba una escuela donde sus hijos podían seguir los mismos pasos que ellos y de la mejor manera, con excelentes enseñanzas. Querían un lugar donde los llenen de valores y fe. También, las hermanas y el padre Calixto, el párroco del momento, aseguraban que Hersilia estaba “destinada” a tener una escuela donde la patrona era Santa Teresita.

### Sociedad Rural
En la asamblea de octubre de 1941 los concurrentes habían elegido a Hersilia como sede de la Sociedad Rural. Los productores de localidades vecinas apoyaron a Hersilia como sede por ser el punto más cercano, porque la necesidad estaba y el pueblo tenía gente capaz que pudiera organizarla.
A partir de allí, se asentó la Institución que estuvo a cargo de comisiones que siguen renovándose hasta la actualidad.
Su objetivo es fomentar el desarrollo de la agricultura, ganadería, producción lechera e industrias anexas, celebrar exposiciones cada año (en 2015 se realizó la 63.ª), y asistir a congresos rurales. Otro objetivo es ayudar en todo sentido a los intereses comunes de los asociados.

### Hospital Rural Nº30 (SAMCO)
Comenzó como una sala de primeros auxilios en el año 1934, En 1943 se construyó el edificio actual quedó habilitado el 30 de agosto de ese mismo año. El servicio de atención médica de la comunidad se organizó en 1969.
Hoy en día en la actualidad cuenta con los servicios: medicina general, atención ambulatoria, internación, diagnóstico, tratamiento, cuenta con 8 camas

## Localidades y Parajes
- Hersilia 3,165 habitantes (Indec, 2010)
- Parajes
  - Colonia La Esperanza
  - La Aurora

comedores
- parador ruta 34

- club union social y deportiva hersilia

## Santa patrona
- Nuestra Señora de las Nieves, festividad: 5 de agosto

## Parroquias de la Iglesia católica en Hersilia
| Diócesis  | Rafaela                      |
| --------- | ---------------------------- |
| Parroquia | Nuestra Señora de las Nieves |